# Tous pour Un
Tous pour Un (titre original : United As One) est un roman de science-fiction américain écrit par Jobie Hughes et James Frey (sous le pseudonyme de Pittacus Lore) et publié en 2016 puis traduit en français et publié en 2017. Il s'agit du septième et dernier tome de la série Lorien Legacies.